# Nuno Nette Baadh
Nûno Nette Baadh, provdaná Nûno Nette Baadh Hansen (*1969), je bývalá grónská házenkářka a královna krásy.

## Životopis
V dubnu 1988 pracovala Nûno Baadh jako šatnářka na diskotéce v hotelu Hans Egede, který se nachází na hlavní ulici Aqqusinersuaq v grónském hlavním městě Nuuk. Aby se rozšířilo pole účastnic soutěže Miss Grónsko 1988, která se zde konala, souhlasila devatenáctiletá Baadh také s účastí v této soutěži a nakonec s velkým náskokem zvítězila před svými deseti konkurentkami, čímž se Gróňanka kvalifikovala do soutěže Miss Universe. Ta se konala 24. května 1988 v Tchaj-peji; Miss Grónsko se však neumístila mezi deseti nejlepšími účastnicemi.
Baadhová začala v mládí hrát házenou a byla členkou grónské národní reprezentace na mistrovství Panameriky v roce 1999. S národní reprezentací debutovala v soutěži 30. března 1999 při porážce 8:15 s Uruguayí - šlo o historicky druhý mezinárodní zápas Grónska - a odehrála celkem čtyři mezinárodní zápasy, v nichž vstřelila čtyři branky. Její mezinárodní kariéra skončila na konci turnaje a Baadh nebyla součástí týmu pro následující Panamerické mistrovství, ani mistrovství světa v roce 2001. Na klubové úrovni hrála Baadh za kluby GSS Nuuk, NÛK a dánský klub Brabrand IF.